# Budakeszi
Budakeszi [budakesi] (německy Wudigeß) je město v Maďarsku v župě Pest. Je součástí aglomerace Budapešti (sousedí s její městskou částí Budakeszierdő) a správním centrem stejnojmenného okresu (přestože ve stejném okrese je více než dvakrát větší město Budaörs). Žije zde přibližně 16 tisíc obyvatel, z nichž jsou 87 % Maďaři.
Město sousedí s městy Biatorbágy, Budaörs a Törökbálint, poblíže jsou též obce Páty, Remeteszőlős, Solymár a Telki. Název města je stejně jako v případě dalších maďarských sídel složený z více částí. Buda- odkazuje na Budín a -keszi je název jednoho z historických maďarských rodů.
Do roku 1945 zde žili převážně Němci, ti byli na základě poválečných dohod vysídleni do Německa, byť se jednalo o obyvatelstvo, které v Německu po několik generací nežilo. Budakeszi bylo dosídleno potom Maďary z oblasti dnešního Sedmihradska. Z jedné původem zdejší rodiny pochází i německý politik Joschka Fischer.

## Historie
Osada v Uherském království byla poprvé zmíněna kolem roku 1270, ale byla zcela zpustošena během osmanského obléhání Budína v roce 1541. Po porážce Osmanů v bitvě u Vídně v roce 1683 bylo vylidněné území znovu osídleno přistěhovalci známými jako „dunajští Švábové“ (většina z nich ve skutečnosti pocházela z Lotrinska, Falce a Alsaska) na příkaz habsburského krále Leopolda I. Budakeszi byla po staletí převážně „švábská“ (tj. etnicky německá) vesnice.
Po druhé světové válce byla historie Budakeszi ovlivněna deportací jejího německého obyvatelstva na základě článku 12 Postupimské dohody z roku 1945. Ačkoli bylo vyhnání nařízeno pod tlakem sovětských sil, mnoho Maďarů se aktivně účastnilo organizovaných, nucených deportací německy mluvících občanů do Německa. Většina těchto vyhnanců přitom v Německu nikdy předtím nebyla, protože už jejich praprarodiče se narodili v Uhrách. Budakeszi přišlo kvůli tomuto procesu o značnou část svých obyvatel a vzniklé vakuum bylo později zaplněno rodinami z jiných oblastí, například ze Sedmihradska.